# Кофи (окръг, Алабама)
Окръг Кофи (на английски: Coffee County) е окръг в щата Алабама, Съединени американски щати. Площта му е 1761 km², а населението – 53 465 души (1 април 2020). Административен център е град Елба.